# Fingernails (Film)
Fingernails ist ein Science-Fiction-Liebesfilm von Christos Nikou. Die Weltpremiere des Films mit Jessie Buckley, Riz Ahmed und Jeremy Allen White in den Hauptrollen fand Ende August 2023 beim Telluride Film Festival statt. Anfang November 2023 wurde der Film in das Programm von Apple TV+ aufgenommen.

## Handlung
Anna und ihr langjähriger Partner Ryan sind zwar nach einem Test, bei dem ein hochmodernes Gerät ihre Fingernägel untersuchte, im Besitz eines Dokuments, das ihnen eine wahre Liebe bescheinigt. Die beiden sehen sich mit dem Alltag konfrontiert, in dem sich Anna immer mehr die Grundlagen ihrer Beziehung hinterfragt. Als Anna eine Stelle im von Duncan geleiteten Love Institute annimmt, lernt sie den charmanten Amir kennen. Gemeinsam begleiten sie bei ihrer Arbeit Paare durch verschiedene Phasen ihrer Beziehungen, welches schlussendlich ebenfalls die Möglichkeit haben den Liebes-Test zu durchlaufen.

## Produktion

### Filmstab und Besetzung
Regie führte der Grieche Christos Nikou. Bei Fingernails handelt es sich um seine zweite Regiearbeit und sein englischsprachiges Debüt. Gemeinsam mit Stavros Raptis und Sam Steiner schrieb Nikou auch das Drehbuch.
In den Hauptrollen sind Jessie Buckley als Anna, Jeremy Allen White als ihr langjähriger Partner Ryan und Riz Ahmed als ihr neuer Arbeitskollege Amir zu sehen. Luke Wilson spielt Duncan, den Leiter des Love Institutes. Annie Murphy spielt Natasha, die Frau, von der Amir behauptet, sie sei seine Partnerin, obwohl sie nicht zusammen sind.  Christian Meer und die Kanadierin Amanda Arcuri spielen Rob und Sally, ein Paar Anfang Zwanzig, das während der Zusammenarbeit auf Amirs und Annas besonderes Interesse stößt. In weiteren Rollen spielen Nina Kiri und Katy Breier.

### Dreharbeiten und Filmmusik
Die Dreharbeiten begannen Ende Oktober 2022 in Toronto und Hamilton und endeten im Dezember 2022. Als Kameramann fungierte der Ungar Marcell Rév, der zuletzt für die Filme Malcolm & Marie und Die Geschichte meiner Frau tätig war. Der Film wurde auf 35 mm gedreht.
Die Filmmusik komponierte Christopher Stracey, der zuletzt für die Filme Cha Cha Real Smooth von Cooper Raiff und War Pony von Riley Keough und Gina Gammel tätig war. Das Soundtrack-Album mit insgesamt neun Musikstücken wurde am 27. Oktober 2023 von Platoon als Download veröffentlicht.

### Veröffentlichung
Apple Original Films sicherte sich beim Marché du film in Cannes die weltweiten Rechte am Film. Am 3. November 2023 wurde Fingernails weltweit in das Programm von Apple TV+ aufgenommen. Die Filmpremiere erfolgte am 31. August 2023 beim Telluride Film Festival. Ebenfalls im September 2023 wurde er beim Toronto International Film Festival und Ende des Monats beim San Sebastian International Film Festival im Hauptwettbewerb gezeigt. Zu dieser Zeit wurde der Film auch beim Zurich Film Festival vorgestellt. Im Oktober 2023 wurde er beim Chicago International Film Festival, beim London Film Festival und beim AFI Fest gezeigt. Ende Oktober, Anfang November 2023 wurde Fingernails beim Austin Film Festival gezeigt. Am 27. Oktober 2023 kam der Film in ausgewählte US-Kinos. Am 3. November 2024 wurde er dort in das Programm von Apple TV+ aufgenommen.

## Rezeption

### Kritiken
Von den bei Rotten Tomatoes aufgeführten Kritiken sind 60 Prozent positiv.

### Auszeichnungen
Internationales Filmfestival Thessaloniki 2023
- Nominierung für den Goldenen Alexander im Internationalen Wettbewerb
- Auszeichnung mit dem Human Values Award (Christos Nikou)[15][16]

Irish Film and Television Awards 2024
- Nominierung als Beste Hauptdarstellerin (Jessie Buckley)[17]

London Film Festival 2023
- Nominierung im Offiziellen Wettbewerb[10]

San Sebastian International Film Festival 2023
- Nominierung im Hauptwettbewerb
- Auszeichnung mit dem FIPRESCI-Preis (Christos Nikou)[2][18]

São Paulo International Film Festival 2023
- Nominierung im New Directors Competition (Christos Nikou)[19]